# 西中町インターチェンジ
西中町インターチェンジ（にしなかちょうインターチェンジ）は、山口県宇部市西中町にある、宇部湾岸道路のインターチェンジである。
宇部湾岸道路の開通区間（西中町IC-藤曲IC）における起点である。構造は宇部市街方面のみ接続するダイヤモンド型のハーフICであり、国道190号と接続する。

## 歴史
- 2011年8月21日 - 宇部湾岸道路西中町IC - 藤曲IC間開通に伴い供用開始[1][2]。

## 周辺
- 宇部助田郵便局
- 宇部興産宇部本社
- 宇部興産宇部研究所
- チタン工業宇部工場

## 接続する道路
- 国道190号（山口県道6号山口宇部線重複）
宇部方面とのみ接続。

## 料金所
無料区間につき料金所なし

## 隣
宇部湾岸道路
西中町IC - 藤曲IC